# Gevrolles
 Gevrolles  es una población y comuna francesa, en la región de Borgoña, departamento de Côte-d'Or, en el distrito de Montbard y cantón de Montigny-sur-Aube.

## Demografía
| 301 | 251 | 203 | 201 | 176 | 170 |
| Para los censos de 1962 a 1999 la población legal corresponde a la población sin duplicidades (Fuente: INSEE [Consultar]) |     |     |     |     |     |